# 1958 في مصر
فيما يلي قوائم الأحداث التي وقعت خلال عام 1958 في مصر.

## أفلام
من الأفلام التي صدرت هذه السنة في مصر:
- 1 يناير – أحبك يا حسن
- 1 يناير – الأخ الكبير من إخراج فطين عبد الوهاب.
- 1 يناير – الزوجة العذراء
- 1 يناير – الطريق المسدود من إخراج صلاح أبو سيف.
- 1 يناير – امسك حرامي من إخراج فطين عبد الوهاب.
- 1 يناير – إسماعيل يس بوليس حربي من إخراج فطين عبد الوهاب.
- 1 يناير – إسماعيل يس طرزان من إخراج نيازي مصطفى.
- 1 يناير – إسماعيل يس في دمشق من إخراج حلمي رفلة.
- 1 يناير – إسماعيل يس في مستشفى المجانين
- 1 يناير – إسماعيل يس للبيع من إخراج حسام الدين مصطفى.
- 1 يناير – باب الحديد من إخراج يوسف شاهين.
- 1 يناير – جميلة من إخراج يوسف شاهين.
- 1 يناير – حب إلى الأبد من إخراج يوسف شاهين.
- 1 يناير – خالد بن الوليد من إخراج حسين صدقي.
- 1 يناير – ساحر النساء من إخراج فطين عبد الوهاب.
- 1 يناير – سيدة القصر من إخراج كمال الشيخ.
- 1 يناير – غريبة من إخراج أحمد بدرخان.
- 1 يناير – غلطة حبيبي من إخراج السيد بدير.
- 9 يناير – حتى نلتقي من إخراج هنري بركات.
- 19 يناير – الشيطانة الصغيرة من إخراج حسن الإمام.
- 1 فبراير – ماليش غيرك من إخراج هنري بركات.
- 3 فبراير – شاطئ الأسرار من إخراج عاطف سالم.
- 24 فبراير – حب من نار من إخراج حسن الإمام.
- 10 مارس – مجرم في إجازة من إخراج صلاح أبو سيف.
- 20 أغسطس – عواطف من إخراج حسن الإمام.
- 13 أكتوبر – شارع الحب من إخراج عز الدين ذو الفقار.
- 26 أكتوبر – قلوب العذارى من إخراج حسن الإمام.
- 22 ديسمبر – امرأة في الطريق من إخراج عز الدين ذو الفقار.

## مواليد

### يناير
- 1 يناير – صلاح عبد المقصود صحفي مصري.
- 1 يناير – محمد منصور
- 27 يناير – هشام سليم ممثل مصري.

### أبريل
- 3 أبريل – أبو العلا ماضي سياسي مصري.
- 15 أبريل – أبو حمزة المصري

### يونيو
- 19 يونيو – محمد صلاح مدرب ولاعب كرة قدم سابق.
- 30 يونيو – يوسف زيدان كاتب مصري.

### يوليو
- 7 يوليو – صفاء فتحي شاعرة مصرية.

### أغسطس
- 24 أغسطس – آثار الحكيم ممثلة أفلام مصرية.
- 30 أغسطس – محمد سلامة لاعب كرة قدم ومستشار فني مصري.

### سبتمبر
- 9 سبتمبر – ياسر برهامي طبيب مصري.

### نوفمبر
- 22 نوفمبر – طاهر البرنبالي

## وفيات

### يناير
- 1 يناير – أحمد نجيب الهلالي (مواليد 1891)

### يونيو
- 14 يونيو – أحمد محمد شاكر (مواليد 1892) إمام مصري من أئمة الحديث.

### أغسطس
- 4 أغسطس – سلامة موسى (مواليد 1887)[1]
- 14 أغسطس – عثمان عبد الحفيظ (مواليد 1917) مبارز بالسيف مصري.